# Костопольский район
Косто́польский район (укр. Костопільський район) — упразднённая административная единица на западе центральной части Ровненской области Украины. Административный центр — город Костополь.

## География
Площадь — 1496 км².
Основные реки — Горынь, Замчисько.

## История
Образован 17 января 1940 года в составе Ровенской области Украинской ССР, на территории города Костополь и бывшей сельской гмины Костополь Костопольского повята Волынского воеводства. 21 января 1959 года к Костопольскому району были присоединены части территорий упразднённых Александрийского и Тучинского районов. В ходе хрущёвской административной реформы, в 1962 году Костопольский район был расформирован, а его территория вошла в состав Березновского и Гощанского районов. Восстановлен в 1965 году из частей территории Березновского, Ровненского и Сарненского районов
17 июля 2020 года в результате административно-территориальной реформы был включён в состав Ровненского района. На территории района были сформированы Головинская, Деражненская, Костопольская и Малолюбашанская территориальные общины.

## Демография
Население района составляло 63 847 человек (2019 г.), в том числе в городских условиях проживают 31 306 человек.

## Административно-территориальное устройство
На момент упразднения район включал в себя:

Количество советов:
- городских — 1;
- сельских — 19.

Количество населённых пунктов:
- городов районного значения — 1;
- сёл — 61.